# Megius Volley Club Padwa
Megius Volley Club Padwa – żeński klub piłki siatkowej z Włoch. Swoją siedzibę ma w mieście Padwa.
Obecnie klub występuje pod nazwą Riso Scotti Pawia.